# Dale Peterson
Pour les articles homonymes, voir Peterson.
Œuvres principales
Jane Goodall: The Woman Who Redefined Man
Dale Peterson (né le 20 novembre 1944) est un auteur américain qui écrit sur des sujets scientifiques et d'histoire naturelle.

## Petite enfance et éducation
Dale Alfred Peterson est né et a grandi à Corning, dans l’État de New York, une petite ville connue pour la fabrication de verre dans l’ouest de l’État de New York. Il est diplômé de l'Université de Rochester en 1967 (BA en anglais et en psychologie), puis a entamé des études supérieures à l'Université de Stanford, d'abord au programme d'écriture de Wallace Stegner, puis au département d'anglais. Stanford lui a décerné un doctorat dans la littérature anglaise et américaine en 1977.

## L'écriture
La guerre du Vietnam provoqua une interruption des études supérieures de Peterson. Objecteur de conscience, Peterson fut affecté à un service de remplacement en 1971 dans un grand hôpital de la US Veterans Administration, où il travaillait comme préposé aux urgences pour patients gravement atteints ou atteints de troubles mentaux, dont beaucoup avaient reçu un diagnostic de schizophrénie. Il a écrit un roman vaguement basé sur ses expériences, qui n'a jamais été publié, et a commencé à travailler sur un traitement non-fiction des expériences sociales et psychologiques des malades mentaux. Cette étude est devenue une histoire d'initié sur la maladie mentale basée sur des récits autobiographiques de folie écrits pendant près de cinq siècles et demi entre 1436 et 1976: publiés enfin dans Histoire de la folie du peuple fou (1982).
Après avoir obtenu son doctorat, Peterson s'est tourné vers la menuiserie, devenant un menuisier de finition haut de gamme engagé dans le réaménagement de maisons dans la Silicon Valley. Un jeune Steve Jobs, par exemple, lui a offert l’un des premiers ordinateurs Apple II.
Utilisant Apple II comme traitement de texte, Peterson s’est détourné de la menuiserie pour s’adapter à l’écriture. Il a tout d’abord rédigé quatre livres sur les ordinateurs (ordinateurs personnels, ordinateurs pour les arts et l’éducation et programmation). En partenariat avec John O'Neill, un artiste londonien émigré en Californie dans le but de concevoir des jeux artistiques, il a également contribué à la création d'un jeu vidéo sur le thème de la communication entre espèces, The Dolphins' Pearl, sorti en 1984.
La perle des dauphins a marqué un changement d'intérêt dans les intérêts de Peterson: les machines intelligentes et les animaux intelligents. Prendre la décision d'écrire sur les primates, Peterson a commencé à étudier le sujet dans les bibliothèques, mais bientôt a adopté une approche plus directe dans une série de voyages difficiles dans les forêts tropicales à travers le monde: à partir dans les forêts côtières du sud - est du Brésil, flottant alors pour deux mille miles sur le fleuve Amazone du centre à l'est de l'Amazonie; explorer des zones critiques en Afrique occidentale, centrale et orientale ; et partant de là vers Madagascar, le sud de l’ Inde, Bornéo, Sumatra et les îles Mentawai. Son objectif immédiat était de trouver les douze primates les plus menacés (singes, singes et prosimiens) du monde. Son but était d'écrire un livre sur ces animaux et leur destin. Publié en 1989, Le déluge et l'arche: un voyage dans les mondes primatés a été sélectionné pour le prix de la conservation Sir Peter Kent en Grande-Bretagne.
Elle a également attiré l'attention de Jane Goodall, primatologue pionnière, qui a ensuite écrit avec Peterson un livre sur les problèmes éthiques liés à l'utilisation des chimpanzés en captivité et les problèmes de conservation les menaçant dans leur état naturel. Traduit en chinois, allemand et polonais, Visions of Caliban : sur les chimpanzés et les peuples (1993) a été distingué comme livre de l'année par le New York Times et meilleur journal de l'année par la bibliothèque.
En collaboration avec le professeur Richard Wrangham, anthropologue biologique à l'Université Harvard, Peterson est le co-auteur de l'étude classique de l'évolution de la violence humaine : Démonisme démoniaque: singes et origines de la violence humaine (1996), traduite en neuf langues étrangères et récompensée par The Village Voice as Best. de l'année. En 1995, il publia un livre léger sur ses voyages dans des régions obscures d'Afrique à la recherche de chimpanzés (Chimpanzee Travels). En 1999, il publia un deuxième livre de voyage décrivant un voyage de 20 000 km effectué avec ses deux enfants aux États-Unis. États (Storyville États-Unis).
Peterson s'est également tourné vers la biographie. En rassemblant et en révisant des centaines de lettres personnelles, il a produit une "autobiographie épistolaire" très personnelle de Jane Goodall: Africa in My Blood (2000) et Beyond Innocence (2001). Il a ensuite écrit la seule biographie complète (selon le magazine Nature, le "définitif"), Jane Goodall: La femme qui redéfinissait l'homme (2006). Le New York Times l’a honoré en tant que livre de l’année remarquable, tandis que le Boston Globe l’a surnommé le «meilleur de l’année»,,.
De plus, durant cette période générale, il s'associe au photographe Karl Ammann pour une tournée en Afrique centrale et produit un exposé choquant sur le commerce de la viande de singe, Eating Apes (2003), qui a été déclaré meilleur de l'année par le Denver Post, Discover, The Economist et The Globe and Mail,. Les voyages ultérieurs en Afrique et en Asie avec le photographe Ammann ont abouti à Elephant Reflections (2009) et à Giraffe Reflections (2012). La rétrospective de Peterson sur ces voyages difficiles en compagnie de Karl Ammann - Où sont passés tous les animaux? a été publié fin 2015. La vie morale des animaux (2011) et une pièce pour enfants intitulée Jane of the Apes, co-écrit avec Randel Wright, figurent également parmi les œuvres récentes.
En 2013 et 2014, Peterson a été nommé membre du Radcliffe Institute for Advanced Study de l'Université Harvard. Fin 2014, il a également co-organisé le symposium de l'Université Harvard sur la conscience animale: preuves et implications, une conversation publique de deux jours entre d'éminents neuroscientifiques, comportementalistes et humanistes américains sur des questions de cognition et de conscience animales. En 2015, il a été boursier à l'Institut Erikson pour l'éducation et la recherche, au Centre Austen Riggs. Au cours de cette période générale (à compter de 2013), Peterson a co-édité (avec le biologiste Marc Bekoff) un recueil d'essais sur l'influence de Jane Goodall (publié en 2015 sous le titre The Jane Effect); édité un recueil d'écrits sur les éléphants de l'Antiquité à nos jours, qui sera bientôt publié par Trinity University Press sous le titre The Elephant Reader ; et a terminé un récit de fiction basé sur des événements survenus à la station de recherche de Jane Goodall dans le parc national de Gombe Stream, en Tanzanie, à la fin des années 1960.
Publié par les University of California Press (en avril 2018), Les fantômes de Gombe: une histoire vraie d'amour et de mort dans un désert africain, raconte l'histoire d'un jeune volontaire américain de Gombe qui est sorti le 12 juillet 1969. du camp pour suivre un chimpanzé dans la forêt. Six jours plus tard, son corps a été retrouvé flottant dans une piscine au pied d'une haute chute d'eau. Dans les moindres détails, les fantômes de Gombe révèlent pour la première fois l’histoire complète de la vie quotidienne au camp de Goodall dans la nature: les gens et les animaux, les tensions et les émotions fortes, les conflits sociaux et les alignements culturels, ainsi que les étonnantes amitiés cela s'est développé entre trois des chercheurs et trois des chimpanzés - au cours des mois précédant cet événement tragique. En même temps, il rassemble l'histoire de la mort de la jeune femme, examine comment cela aurait pu se passer et explore certaines des douloureuses séquelles qui ont hanté deux des survivantes jusqu'à la fin de leurs jours.

## PEN Nouvelle-Angleterre
En 2010, Peterson a fondé le prix Henry David Thoreau pour l'excellence littéraire en rédaction littéraire, un prix littéraire annuel destiné à honorer les meilleurs écrivains américains en matière de nature. Conçu à l'origine comme un programme soutenu et administré par PEN New England, le prix Thoreau est actuellement soutenu et administré par la Thoreau Society, Inc. Depuis 1984, Peterson enseigne également l’écriture à temps partiel au Département d’anglais de l’Université Tufts. Il est membre auxiliaire du département d'anglais de l'Université Tufts depuis plus de trente ans et a organisé et enseigné en équipe un cours de premier cycle sur la conservation des éléphants et des éléphants par l'intermédiaire du Collège expérimental de l'Université Tufts.

### Non-fiction
- A mad people's history of madness, Pittsburgh, Pa., University of Pittsburgh Press, 1982 (ISBN 0822934442)
- Les grandes choses des petits ordinateurs (Englewood Cliffs, NJ: Prentice-Hall, 1982).
- Genèse II: Création et loisirs avec des ordinateurs (Reston, VA: Reston, 1983).
- Intelligent Schoolhouse: Ordinateurs et apprentissage (Reston, Virginie: Reston, 1984). Édité.
- Logo CoCo (New York: John Wiley & Sons, 1985).
- La perle des dauphins (Reston, Virginie: Admacadium / Reston Computer / Prentice-Hall, 1985). Co-conçu avec John O'Neill.
- Le déluge et l'arche: un voyage dans les mondes primatis (Boston: Houghton Mifflin, 1989).
- Visions of Caliban (Boston: Houghton Mifflin, 1993). Co-auteur avec Jane Goodall.
- Voyages de chimpanzés (Reading, MA: Addison Wesley, 1995).
- Les mâles démoniaques: les singes et les origines de la violence humaine (Boston: Houghton Mifflin, 1996). Co-auteur avec Richard Wrangham.  (ISBN 978-0-395-87743-2)
- Storyville USA (Athènes: Presses de l'Université de Géorgie, 1999).
- L'Afrique dans mon sang (Boston: Houghton Mifflin, 2000). Édité.
- Au-delà de l'innocence (Boston: Houghton Mifflin, 2001). Édité.
- Manger des singes (Berkeley: Presses de l'Université de Californie, 2003).
- Jane Goodall: La femme qui a redéfini l'homme (Boston: Houghton Mifflin, 2006)  (ISBN 978-0-395-85405-1).
- Elephant Reflections (Berkeley: Presses de l'Université de Californie, 2009).
- La vie morale des animaux (New York: Bloomsbury, 2011)  (ISBN 978-1-59691-424-7).
- Giraffe Reflections (Presse de l'Université de Californie) 2013.
- Où sont passés tous les animaux?  (Bauhan Publishing) 2015.
- The Jane Effect (Presse de l'Université Trinity, 2015) 2015.  (ISBN 1595342532 et 978-1595342539).
- Les fantômes de Gombe: Une histoire vraie d'amour et de mort dans un désert africain (Presses de l'Université de Californie, 2015) 2015.  (ISBN 0520297717 et 978-0520297715).

### Études critiques et critiques du travail de Peterson
- Condie, Bill, « [Untitled review] », Cosmos, vol. 55,‎ feb–mar 2014, p. 105 Condie, Bill, « [Untitled review] », Cosmos, vol. 55,‎ feb–mar 2014, p. 105 Condie, Bill, « [Untitled review] », Cosmos, vol. 55,‎ feb–mar 2014, p. 105 Condie, Bill, « [Untitled review] », Cosmos, vol. 55,‎ feb–mar 2014, p. 105 Condie, Bill, « [Untitled review] », Cosmos, vol. 55,‎ feb–mar 2014, p. 105  Examen des réflexions de girafe.